# Фридрих Зеселман
Фридрих Зеселман (на немски: Friedrich Sesselmann; * ок. 1410, Кулмбах; † 21 септември 1483, Каменц) е като Фридрих II епископ на Лебус, канцлер на Курфюрство Бранденбург и щатхалтер на Маркграфство Бранденбург.

## Живот
Той е син на др. Петер Зеселман, юрист в Кулмбах в Горна Франкония и съветник в Маркграфство Бранденбург.
Фридрих следва от 1429 г. философия в Лайпциг и 1435 г. промовира. През 1444 г. промовира светско право в Болоня. След това той през 1445 г. е канцлер на курфюрст Фридрих II фон Бранденбург и служи като такъв почти 40 години до смъртта си.
Курфюрст Фридрих II прави своя канцлер епископ на Лебус. Папа Каликст III одобрява избора му на 1 декември 1455 г. През 1473 г. епископ Фридрих фон Лебус е регент на принц Йохан Цицерон от Бранденбург.
Фридрих Зеселман умира внезапно на 21 септември 1483 г. в Каменц в Саксония и е погребан в катедралата на своя резиденция град Фюрстенвалде на Шпре в Бранденбург.